# Federico Insúa
Federico Insúa (Buenos Aires, 3 de enero de 1980) es un exfutbolista y actual entrenador argentino que jugaba de volante ofensivo y su último equipo fue Argentinos Juniors, club con el que también debutó.
Marco su gol 100 como futbolista profesional el 20 de septiembre del 2015 jugando para Millonarios en el Estadio Nemesio Camacho El Campin en la victoria 2-0 del cuadro embajador frente al ya extinto Uniautónoma, y llegó a jugar 584 partidos y hacer 102 goles en 19 años como profesional.
Marcó el gol 5.000 en la historia de Millonarios el día 23 de noviembre de 2015 de tiro penal en pleno clásico capitalino vs Independiente Santa Fe el partido terminaría 1-0 a favor del cuadro embajador.

## Trayectoria
Federico se inició en las categorías infantiles del "Club de Gimnasia y Esgrima de Vélez Sarsfield" (G.E.V.S.) y en "Club Parque", donde fue compañero de Esteban Cambiasso. Después realizaría todas las divisiones inferiores en Argentinos Juniors.

### Argentinos Juniors
Debutó en primera división el 18 de noviembre de 1997, donde logró mostrar su gran técnica con el balón y así despertar el interés de grandes clubes de su país.

### Independiente
En el año 2002 el Club Independiente logró su pase, abonándose una cifra millonaria en dólares al Club de La Paternal.
En Independiente jugó en tres etapas: la primera en la temporada 2002-2003 y la segunda en 2004-2005. En medio tuvo un fugaz paso por el Málaga español con 3 goles en 33 apariciones. Su participación en el Rojo fue importante para la obtención del Torneo Apertura 2002, conformando un gran equipo. La tercera ocasión fue en 2013-2014 para lograr la vuelta a primera división.

### Boca Juniors
Pedido por el director técnico de turno, Alfio Basile, a mediados de 2005, Insúa pasó al club en una operación que levantó mucha polémica. En el club de la Ribera superó la desconfianza inicial del público y se afianzó como titular. En su única temporada en Boca logró: la Recopa Sudamericana 2005, el Torneo Apertura 2005, la Copa Sudamericana 2005 y el Torneo Clausura 2006. Convirtió 12 goles en 43 partidos disputados.

### Borussia Mönchengladbach
En julio de 2006, el club decidió negociar su pase al Borussia Mönchengladbach. En un principio se resistió al pase pero finalmente viajó a Alemania para integrarse al equipo alemán, debutando el 12 de agosto de 2006 en la Bundesliga. Por su pase, Boca Juniors recibió 6 millones de dólares, según cifras oficiales. De esta manera, Federico Insúa se convirtió en el fichaje más caro en la historia del Borussia Mönchengladbach, pero dicha temporada no pudo acabar de peor forma para el equipo alemán, que finalizó último y descendió a segunda división. El argentino disputó 32 partidos y convirtió 2 goles.

### América
El 21 de junio de 2007, el argentino fue fichado por 7,5 millones de dólares por el Club América de México. A fines de ese año, la revista alemana "11 FREUNDE" lo catalogó como uno de los diez peores fichajes de la historia de la Liga Alemana.
El 3 de enero de 2008, el día de su cumpleaños número 28, sufrió la rotura del ligamento cruzado anterior de la rodilla izquierda, que lo tuvo alejado de las canchas 7 meses. Se reincorporó a las canchas el 27 de julio de ese año, en la victoria americanista por 3-2 sobre Santos Laguna, siendo el primer gol obra suya.

### Necaxa
Posteriormente, cambió de aires al Club Necaxa en el 2009. Una vez descendido el Club Necaxa, volvió al América y le inició una demanda en la FIFA por falta de pago.

### Vuelta a Boca Juniors
Luego de varias idas y vueltas, el enganche llegó a préstamo por 1 año al club con el cual habría ganado 4 títulos en su primera etapa. Un segundo ciclo sin pena ni gloria para el "pocho" Insúa en el club, ya que el club Xeneize estaba pasando por una etapa de transición. El volante argentino jugó 22 partidos, concretando sólo 3 goles.

### Bursaspor
A mediados del año 2010, tras la llegada de Gökçek Vederson, el Bursaspor anunciaba la contratación de Insúa para reforzar el centro del campo, equipo que disputaría la UEFA Champions League y la liga turca. Sin jugar tantos partidos en el equipo turco decide dejar el club.

### Vélez
En enero de 2012, después de varios rumores, Federico Insúa llegaba a un acuerdo para ser el nuevo jugador del club argentino Vélez Sarsfield. En este club fue campeón del Torneo Inicial y de la Copa Campeonato.

### Vuelta a Independiente
En el partido despedida de Milito, el "Pocho" es reconocido con aplausos y ovación por la parcialidad roja lo que motivó al jugador a dejar Vélez, con quien jugaría Copa Libertadores, además de resignar 200.000 dólares, para volver a su primer amor.
El miércoles 29 de enero de 2014, sella su vínculo con Independiente y este se convierte en su tercer paso por el club para jugar en la B Nacional y ayudarlo a ascender. Junto a Matías Pisano, Daniel "El Rolfi" Montenegro, y Facundo Parra conforman los 4 Fantásticos de Independiente en la B Nacional. Lograrían el ascenso en un partido desempate contra Huracán, debido a la igualdad de puntos en la tabla que los ubicaba a ambos en el tercer lugar, que otorgaba la última plaza para el acceso a la Primera División. El resultado fue 2 a 0 a favor del rojo.

### Millonarios FC
El martes 16 de diciembre de 2014 "Pocho" arregla su vinculación a Millonarios Fútbol Club de Colombia para jugar a partir del año 2015.
Marca un gol de tiro libre por los cuartos de final del Apertura 2015 en la victoria 4-0 sobre Envigado FC, vuelve a marcar en el de vuelta completando 6 goles con el equipo y clasificando a semifinales. Ya el equipo azul instalado en semifinales enfrentaría al Deportivo Cali, partido en el que Insua no destacaría demasiado. Terminaría su primera temporada con 6 goles en 19 partidos jugados.
Para el Finalización 2015 sería suplente de Mayer Candelo, el 22 de agosto entra en el segundo tiempo y marca su primer gol de la temporada para el empate a un gol frente a La Equidad. El 6 de agosto en el clásico capitalino entrando en cambio por Mayer marca al minuto 94 de penal el gol del empate contra Santa Fe, además sería su gol número 99 como profesional.

El 20 de septiembre, en partido como local ante Universidad Autónoma, Insua marca su gol número 100 como profesional, con el que se abre el marcador de la victoria 2 a 0 del equipo capitalino.
El 23 de noviembre, en el clásico por la fecha #20 del todos contra todos, Insua marca de tiro penal el gol 5000 en la historia del club Millonarios FC, con el cual vence 1 a 0 a Independiente Santa Fe en el que sería su último partido como embajador donde se despediría con 41 partidos disputados y 10 goles convertidos.

## Selección nacional
Ha sido internacional con la selección de fútbol de Argentina y en las juveniles donde fue suplente en la Copa Mundial de Fútbol Sub-20 de 1999 bajo el mando de José Pekerman. Su debut en la adulta se produjo frente a Honduras en 2003 con Marcelo Bielsa como director técnico, en la gira que realizó la selección en América Central y Estados Unidos con jugadores del medio local.
En 2004 fue convocado por José Pekerman para las Eliminatorias Sudamericanas para la Copa Mundial de Fútbol de 2006 para jugar el partido contra Uruguay.
En 2007 fue convocado por Alfio Basile para participar de la primera ronda de las Eliminatorias Sudamericanas para la Copa Mundial de Fútbol de 2010. Pero en esos partidos se quedaría en el banco.
En octubre de 2009 es nuevamente convocado para participar de las eliminatorias esta vez por el técnico Diego Armando Maradona.
Es recordado el partido del sábado 10 de octubre de 2009, que Argentina ganó 2 a 1, contra Perú.
Tal jornada, entraría en el minuto 76, en reemplazo de Pablo Aimar. En aquel cotejo, épico por la intensa lluvia y el desenlace, en medio de una necesidad imperiosa por obtener puntos para no quedar fuera de la competencia rumbo al Mundial de Sudáfrica 2010, lanzaría un "busca-pie" que, en medio de una multitud de jugadores, Martín Palermo conectaría a la red, para sellar la victoria albiceleste y para que el equipo de Maradona ganara el partido en tiempo agregado.

### Detalle
| 1  | 1  | 04/04/1999 | Estadio Amadu, Kaduna                  | Argentina 1 - Kazajistán 0     | - | - | Copa Mundial de Fútbol Sub-20 de 1999 | Selección Sub-20   |
| 2  | 2  | 10/04/1999 | Estadio Amadu, Kaduna                  | Argentina 0 - Croacia 0        | - | - | Copa Mundial de Fútbol Sub-20 de 1999 | Selección Sub-20   |
| 3  | 1  | 31/01/2003 | Olímpico Metropolitano, San Pedro Sula | Honduras 1 - Argentina 3       | - |   | Amistoso                              | Selección absoluta |
| 4  | 2  | 04/02/2003 | Memorial Coliseum, Los Ángeles         | México 0 - Argentina 1         | - | - | Amistoso                              | Selección absoluta |
| 5  | 3  | 08/02/2003 | Orange Bowl, Miami                     | Estados Unidos 0 - Argentina 1 | - | - | Amistoso                              | Selección absoluta |
| 6  | 4  | 16/07/2003 | Estadio Único, La Plata                | Argentina 2 - Uruguay 2        | - | - | Amistoso                              | Selección absoluta |
| 7  | 5  | 09/10/2004 | Estadio Monumental, Buenos Aires       | Argentina 4 - Uruguay 2        | - | - | Eliminatorias Sudamericanas 2006      | Selección absoluta |
| 8  | 6  | 03/09/2006 | Emirates Stadium, Londres              | Argentina 0 - Brasil 3         | - | - | Amistoso                              | Selección absoluta |
| 9  | 7  | 11/10/2006 | Estadio Nueva Condomina, Murcia        | España 2 - Argentina 1         | - | - | Amistoso                              | Selección absoluta |
| 10 | 8  | 22/08/2007 | Ullevaal Stadion, Oslo                 | Noruega 2 - Argentina 1        | - | - | Amistoso                              | Selección absoluta |
| 11 | 9  | 11/09/2007 | Melbourne Cricket Ground, Melbourne    | Australia 0 - Argentina 1      | - | - | Amistoso                              | Selección absoluta |
| 12 | 10 | 10/10/2009 | Estadio Monumental, Buenos Aires       | Argentina 2 - Perú 1           | - |   | Eliminatorias Sudamericanas 2010      | Selección absoluta |

### Participaciones en fases finales
| Torneo                                | Sede            | Resultado | Partidos | Goles | Asistencias |
| ------------------------------------- | --------------- | --------- | -------- | ----- | ----------- |
| Copa Mundial de Fútbol Sub-20 de 1999 | Nigeria         | 16° lugar | 2        | 0     | 0           |
| Eliminatorias Sudamericanas 2006      | América del Sur | 2° lugar  | 1        | 0     | 0           |
| Eliminatorias Sudamericanas 2010      | América del Sur | 4° lugar  | 1        | 0     | 1           |

## Estadísticas

### En clubes
Actualizado al último partido jugado el 12 de mayo de 2018.

| Club                                | Div.            | Temporada       | Liga  | Liga  | Liga   | Copas nacionales(1) | Copas nacionales(1) | Copas nacionales(1) | Torneos Internacionales(2) | Torneos Internacionales(2) | Torneos Internacionales(2) | Otras competiciones(3) | Otras competiciones(3) | Otras competiciones(3) | Total | Total | Total  | Media goleadora(4) |
| Club                                | Div.            | Temporada       | Part. | Goles | Asist. | Part.               | Goles               | Asist.              | Part.                      | Goles                      | Asist.                     | Part.                  | Goles                  | Asist.                 | Part. | Goles | Asist. | Media goleadora(4) |
| ----------------------------------- | --------------- | --------------- | ----- | ----- | ------ | ------------------- | ------------------- | ------------------- | -------------------------- | -------------------------- | -------------------------- | ---------------------- | ---------------------- | ---------------------- | ----- | ----- | ------ | ------------------ |
| Argentinos Juniors Argentina        | 1.ª             | 1997-98         | 7     | 0     | ?      | —                   | —                   | —                   | —                          | —                          | —                          | —                      | —                      | —                      | 7     | 0     | ?      | 0,00               |
| Argentinos Juniors Argentina        | 1.ª             | 1998-99         | 16    | 0     | ?      | —                   | —                   | —                   | —                          | —                          | —                          | —                      | —                      | —                      | 16    | 0     | ?      | 0,00               |
| Argentinos Juniors Argentina        | 1.ª             | 1999-00         | 34    | 1     | 6      | —                   | —                   | —                   | —                          | —                          | —                          | —                      | —                      | —                      | 34    | 1     | 6      | 0.03               |
| Argentinos Juniors Argentina        | 1.ª             | 2000-01         | 38    | 9     | 4      | —                   | —                   | —                   | —                          | —                          | —                          | 2                      | 0                      | 0                      | 40    | 9     | 4      | 0.23               |
| Argentinos Juniors Argentina        | 1.ª             | 2001            | 18    | 6     | 5      | —                   | —                   | —                   | —                          | —                          | —                          | —                      | —                      | —                      | 18    | 6     | 5      | 0.33               |
| Argentinos Juniors Argentina        | Total 1.ª etapa | Total 1.ª etapa | 113   | 16    | +15    | 0                   | 0                   | 0                   | 0                          | 0                          | 0                          | 2                      | 0                      | 0                      | 115   | 16    | +15    | 0.14               |
| CA Independiente Argentina          | 1.ª             | 2002            | 18    | 3     | 1      | —                   | —                   | —                   | —                          | —                          | —                          | —                      | —                      | —                      | 18    | 3     | 1      | 0.17               |
| CA Independiente Argentina          | 1.ª             | 2002-03         | 38    | 11    | 7      | —                   | —                   | —                   | —                          | —                          | —                          | —                      | —                      | —                      | 38    | 11    | 7      | 0.29               |
| Málaga CF · España                  | 1.ª             | 2003-04         | 31    | 3     | 4      | 2                   | 0                   | 0                   | —                          | —                          | —                          | —                      | —                      | —                      | 33    | 3     | 4      | 0.09               |
| CA Independiente Argentina          | 1.ª             | 2004-05         | 35    | 9     | 12     | —                   | —                   | —                   | —                          | —                          | —                          | —                      | —                      | —                      | 35    | 9     | 12     | 0.26               |
| CA Independiente Argentina          | Total 1.ª etapa | Total 1.ª etapa | 91    | 23    | 20     | 0                   | 0                   | 0                   | 0                          | 0                          | 0                          | 0                      | 0                      | 0                      | 91    | 23    | 20     | 0.25               |
| Boca Juniors Argentina              | 1.ª             | 2005-06         | 37    | 12    | 14     | —                   | —                   | —                   | 10                         | 2                          | 4                          | —                      | —                      | —                      | 47    | 14    | 18     | 0.3                |
| Borussia Mönchengladbach · Alemania | 1.ª             | 2006-07         | 32    | 2     | 2      | 1                   | 0                   | 0                   | —                          | —                          | —                          | —                      | —                      | —                      | 33    | 2     | 2      | 0.06               |
| Club América · México               | 1.ª             | 2007-08         | 13    | 2     | 8      | —                   | —                   | —                   | 9                          | 2                          | 2                          | 1                      | 0                      | 0                      | 23    | 4     | 10     | 0.17               |
| Club América · México               | 1.ª             | 2008            | 17    | 3     | 4      | —                   | —                   | —                   | —                          | —                          | —                          | —                      | —                      | —                      | 17    | 3     | 4      | 0.18               |
| Club América · México               | Total club      | Total club      | 30    | 5     | 12     | 0                   | 0                   | 0                   | 9                          | 2                          | 2                          | 1                      | 0                      | 0                      | 40    | 7     | 14     | 0.18               |
| Club Necaxa · México                | 1.ª             | 2009            | 16    | 2     | 3      | —                   | —                   | —                   | —                          | —                          | —                          | —                      | —                      | —                      | 16    | 2     | 3      | 0.13               |
| Boca Juniors Argentina              | 1.ª             | 2009-10         | 30    | 3     | 5      | —                   | —                   | —                   | 2                          | 0                          | 0                          | —                      | —                      | —                      | 32    | 3     | 5      | 0.09               |
| Boca Juniors Argentina              | Total club      | Total club      | 67    | 15    | 19     | 0                   | 0                   | 0                   | 12                         | 2                          | 4                          | 0                      | 0                      | 0                      | 79    | 17    | 23     | 0.35               |
| Bursaspor KD Turquía                | 1.ª             | 2010-11         | 17    | 1     | 1      | 2                   | 0                   | 0                   | 6                          | 0                          | 0                          | —                      | —                      | —                      | 25    | 1     | 1      | 0.04               |
| Bursaspor KD Turquía                | 1.ª             | 2011            | 7     | 0     | 1      | —                   | —                   | —                   | 3                          | 1                          | 1                          | —                      | —                      | —                      | 10    | 1     | 2      | 0,10               |
| Bursaspor KD Turquía                | Total club      | Total club      | 24    | 1     | 2      | 2                   | 0                   | 0                   | 9                          | 1                          | 1                          | 0                      | 0                      | 0                      | 35    | 2     | 3      | 0.06               |
| Vélez Sarsfield Argentina           | 1.ª             | 2012            | 14    | 4     | 3      | —                   | —                   | —                   | 6                          | 3                          | 0                          | —                      | —                      | —                      | 20    | 7     | 3      | 0.35               |
| Vélez Sarsfield Argentina           | 1.ª             | 2012-13         | 33    | 5     | 5      | 2                   | 0                   | 0                   | 8                          | 2                          | 1                          | —                      | —                      | —                      | 43    | 7     | 6      | 0.16               |
| Vélez Sarsfield Argentina           | 1.ª             | 2013            | 15    | 0     | 2      | —                   | —                   | —                   | 4                          | 0                          | 0                          | —                      | —                      | —                      | 19    | 0     | 2      | 0,00               |
| Vélez Sarsfield Argentina           | Total club      | Total club      | 62    | 9     | 10     | 2                   | 0                   | 0                   | 18                         | 5                          | 1                          | 0                      | 0                      | 0                      | 81    | 14    | 11     | 0.17               |
| CA Independiente Argentina          | 2.ª             | 2014            | 16    | 2     | 4      | 2                   | 2                   | 1                   | —                          | —                          | —                          | 1                      | 0                      | 0                      | 19    | 4     | 5      | 0.21               |
| CA Independiente Argentina          | 1.ª             | 2014            | 1     | 0     | 0      | —                   | —                   | —                   | —                          | —                          | —                          | —                      | —                      | —                      | 1     | 0     | 0      | 0,00               |
| CA Independiente Argentina          | Total 2.ª etapa | Total 2.ª etapa | 17    | 2     | 4      | 2                   | 2                   | 1                   | 0                          | 0                          | 0                          | 1                      | 0                      | 0                      | 20    | 4     | 5      | 0.20               |
| CA Independiente Argentina          | Total club      | Total club      | 108   | 25    | 24     | 2                   | 2                   | 1                   | 0                          | 0                          | 0                          | 1                      | 0                      | 0                      | 111   | 27    | 25     | 0.24               |
| Millonarios de Bogotá · Colombia    | 1.ª             | 2015            | 36    | 8     | 7      | —                   | —                   | —                   | —                          | —                          | —                          | 4                      | 2                      | 0                      | 40    | 10    | 7      | 0.25               |
| Argentinos Juniors Argentina        | 1.ª             | 2016            | 14    | 1     | 1      | —                   | —                   | —                   | —                          | —                          | —                          | —                      | —                      | —                      | 14    | 1     | 1      | 0.07               |
| Argentinos Juniors Argentina        | Total club      | Total club      | 127   | 17    | +16    | 0                   | 0                   | 0                   | 0                          | 0                          | 0                          | 2                      | 0                      | 0                      | 129   | 17    | +16    | 0.13               |
| Total carrera                       | Total carrera   | Total carrera   | 533   | 87    | +99    | 9                   | 2                   | 1                   | 48                         | 10                         | 8                          | 8                      | 2                      | 0                      | 598   | 101   | +108   | 0.17               |

### Como entrenador asistente
Actualizado hasta el 15 de julio de 2023.
| Equipo                | Div.                | Temporada           | Liga  | Liga | Liga | Liga | Liga |       | Copa | Copa | Copa | Copa  |   | Internacional | Internacional | Internacional | Internacional | Internacional |   | Otros | Otros | Otros | Otros |    | Totales | Totales     | Totales | Totales | Totales | Totales | Totales | Totales | Totales |
| Equipo                | Div.                | Temporada           | Part. | G    | E    | P    | Pos. | Part. | G    | E    | P    | Part. | G | E             | P             | Pos.          | Part.         | G             | E | P     | Part. | G     | E     | P  | Puntos  | Rendimiento | GF      | GC      | Dif.    |         |         |         |         |
| --------------------- | ------------------- | ------------------- | ----- | ---- | ---- | ---- | ---- | ----- | ---- | ---- | ---- | ----- | - | ------------- | ------------- | ------------- | ------------- | ------------- | - | ----- | ----- | ----- | ----- | -- | ------- | ----------- | ------- | ------- | ------- | ------- | ------- | ------- | ------- |
| Aldosivi Argentina    | 1.ª                 | 2021                | 13    | 4    | 1    | 8    | Inc. | 13    | 3    | 2    | 8    | -     | - | -             | -             | -             | -             | -             | - | -     | 26    | 7     | 3     | 16 | 24/78   | 30.77%      | 30      | 45      | -15     |         |         |         |         |
| Aldosivi Argentina    | Total               | Total               | 13    | 4    | 1    | 8    | -    | 13    | 3    | 2    | 8    | -     | - | -             | -             | -             | -             | -             | - | -     | 26    | 7     | 3     | 16 | 24/78   | 30.77%      | 30      | 45      | -15     |         |         |         |         |
| Racing Club Argentina | 1.ª                 | 2021                | 8     | 3    | 0    | 5    | 15.º | -     | -    | -    | -    | -     | - | -             | -             | -             | -             | -             | - | -     | 8     | 3     | 0     | 5  | 9/24    | 37.5%       | 10      | 13      | -3      |         |         |         |         |
| Racing Club Argentina | 1.ª                 | 2022                | 27    | 14   | 8    | 5    | 2.°  | 18    | 10   | 7    | 1    | 6     | 4 | 0             | 2             | FG            | 2             | 2             | 0 | 0     | 53    | 30    | 15    | 8  | 105/159 | 66.03%      | 87      | 45      | +42     |         |         |         |         |
| Racing Club Argentina | 1.ª                 | 2023                | 25    | 8    | 9    | 8    | -    | 1     | 1    | 0    | 0    | 6     | 4 | 1             | 1             | -             | 1             | 1             | 0 | 0     | 33    | 14    | 10    | 9  | 52/99   | 52.52%      | 50      | 40      | +10     |         |         |         |         |
| Racing Club Argentina | Total               | Total               | 60    | 25   | 17   | 18   | -    | 19    | 11   | 7    | 1    | 12    | 8 | 1             | 3             | -             | 3             | 3             | 0 | 0     | 94    | 47    | 25    | 22 | 166/282 | 58.87%      | 147     | 98      | +49     |         |         |         |         |
| Total en su carrera   | Total en su carrera | Total en su carrera | 73    | 29   | 18   | 26   | -    | 32    | 14   | 9    | 9    | 12    | 8 | 1             | 3             | -             | 3             | 3             | 0 | 0     | 120   | 54    | 28    | 38 | 190/360 | 52.78%      | 177     | 143     | +34     |         |         |         |         |
| 1. 2. 3.              |                     |                     |       |      |      |      |      |       |      |      |      |       |   |               |               |               |               |               |   |       |       |       |       |    |         |             |         |         |         |         |         |         |         |

#### Resumen por competencias
| Competición                   | PD  | G  | E  | P  | GF  | GC  | Dif. | Rendimiento | Mejor Resultado        |
| ----------------------------- | --- | -- | -- | -- | --- | --- | ---- | ----------- | ---------------------- |
| Primera División de Argentina | 73  | 29 | 18 | 26 | 98  | 93  | +5   | 47.95%      | Subcampeón             |
| Copa Argentina                | 3   | 2  | 0  | 1  | 7   | 4   | +3   | 66.67%      | Dieciseisavos de final |
| Copa de la Liga               | 29  | 12 | 9  | 8  | 45  | 31  | +14  | 51.72%      | Semifinal              |
| Trofeo de Campeones           | 2   | 2  | 0  | 0  | 5   | 3   | +2   | 100%        | Campeón                |
| Supercopa Internacional       | 1   | 1  | 0  | 0  | 2   | 1   | +1   | 100%        | Campeón                |
| Copa Libertadores             | 6   | 4  | 1  | 1  | 13  | 6   | +7   | 72.23%      | En disputa             |
| Copa Sudamericana             | 6   | 4  | 0  | 2  | 7   | 5   | +2   | 66.67%      | Fase de grupos         |
| Total                         | 120 | 54 | 28 | 38 | 177 | 143 | +34  | 52.78%      | Dos títulos            |

### Resumen estadístico
| Club (*)                 | Partidos | Goles |
| ------------------------ | -------- | ----- |
| Selección Argentina      | 10       | 0     |
| Argentinos Juniors       | 129      | 17    |
| Independiente            | 111      | 27    |
| Vélez Sarsfield          | 81       | 14    |
| Boca Juniors             | 79       | 17    |
| Bursaspor                | 35       | 2     |
| Borussia Mönchengladbach | 33       | 1     |
| Málaga                   | 31       | 3     |
| América                  | 40       | 8     |
| Necaxa                   | 16       | 2     |
| Millonarios              | 41       | 10    |
| Total en su carrera      | 604      | 102   |

(*) incluyendo la selección.

## Palmarés

### Como jugador

#### Campeonatos nacionales
| Título           | Club            | País      | Año     |
| ---------------- | --------------- | --------- | ------- |
| Primera División | Independiente   | Argentina | A-2002  |
| Primera División | Boca Juniors    | Argentina | A-2005  |
| Primera División | Boca Juniors    | Argentina | C-2006  |
| Primera División | Vélez Sarsfield | Argentina | I-2012  |
| Primera División | Vélez Sarsfield | Argentina | 2012-13 |

#### Campeonatos internacionales
| Título              | Club         | Sede         | Año  |
| ------------------- | ------------ | ------------ | ---- |
| Recopa Sudamericana | Boca Juniors | Manizales    | 2005 |
| Copa Sudamericana   | Boca Juniors | Buenos Aires | 2005 |

#### Otros logros
| Título                     | Club          | País      | Año     |
| -------------------------- | ------------- | --------- | ------- |
| Ascenso a Primera División | Independiente | Argentina | 2013-14 |

### Como asistente técnico

#### Campeonatos nacionales
| Título                  | Club        | País      | Año  |
| ----------------------- | ----------- | --------- | ---- |
| Trofeo de Campeones     | Racing Club | Argentina | 2022 |
| Supercopa Internacional | Racing Club | Argentina | 2022 |